# Ægidius Strauch
Ægidius Strauch, född 25 mars 1647 i Brettin, Sachsen, död 11 maj 1709 i Tyska församlingen, Stockholms stad, var en svensk präst.

## Biografi
Ægidius Strauch föddes 1647 i Brettin i Sachsen. Han var son till pastorn Samuel Strauch och Magdalena Dauth. Strauch blev 21 april 1667 student vid Wittenbergs universitet och avlade magisterexamen där 1669. Han fortsatte sedan sina studier vid Danzigs universitet, Königsbergs universitet och Greifswalds universitet. Strauch blev 1675 huspredikant hos greve Carl Gustaf Wrangel och utnämndes 25 september 1676 till prost i Wolgast församling. Han tillträde inte tjänsten utan blev huspredikant i Malmö hos generalguvernören Fabian von Fersen. Den 8 januari 1678 blev han andre pastor i Tyska församlingen, Stockholm, tillträde 27 januari 1678 och blev 13 februari 1678 assessor vid Stockholms konsistorium. Strauch blev 27 maj 1696 kyrkoherde i församlingen. Han avled 1709 i Tyska församlingen och begravdes 13 juni 1709 i Storkyrkan.
Ett porträtt av Strauch ägs av Tyska församlingen.

## Familj
Strauch gifte sig 3 september 1678 med Elisabeth Bezelius (1658–1709). Hon var dotter till kyrkoherden Christopher Bezelius och Barbara Scherl i Tyska församlingen, Stockholm. De fick tillsammans barnen Anna Barbara Strauch (1679–1749) som var gift med hovapotekaren Samuel Ziervogel och borgmästaren Joel von Brehmer, Elisabet Charitas Strauch (1680–1721) som var gift med ingenjörskaptenen David Gerdes och kommissarien Erik Essen, notarien Christopher Strauch (1682–1710), auditören Samuel Strauch (1685–1708), Johannes Strauch (1686–1687), Ægidus Strauch (1688–1688), borgmästaren Carl Gustav Strauch (1691–1760), Christina Magdalena Strauch (1694–1754) som var gift med handelsmannen Christopher Scharenberg, Augustus Strauch (1696–1696), Euphrosina Strauch (1698–1737) som var gift med appellationsrath Paul Christopher Schröter i Dresden och Anna Magdalena Strauch (1701–1732) som var gift med brukspatronen Hans Lindstedt i Norrköping.

## Fastigheter
Strauch ägde många fastigheter i Stockholm. Han blev 2 november 1689 ägare till kvarteret Latona nummer 5 (Västerlånggatan 67), hälften fick han av sin hustru och den andra hälften köpte han av sin svåger Martin Ziervogel. Strauch köpte 8 september 1691 kvarteret Latona nummer 7 (Västerlånggatan 71) och den 14 oktober 1698 köpte han kvarteret Echo nummer 1 (Stortorget 20).